# Coleophora cuencella
Coleophora cuencella é uma espécie de mariposa do gênero Coleophora pertencente à família Coleophoridae.